# 大庙飞来殿

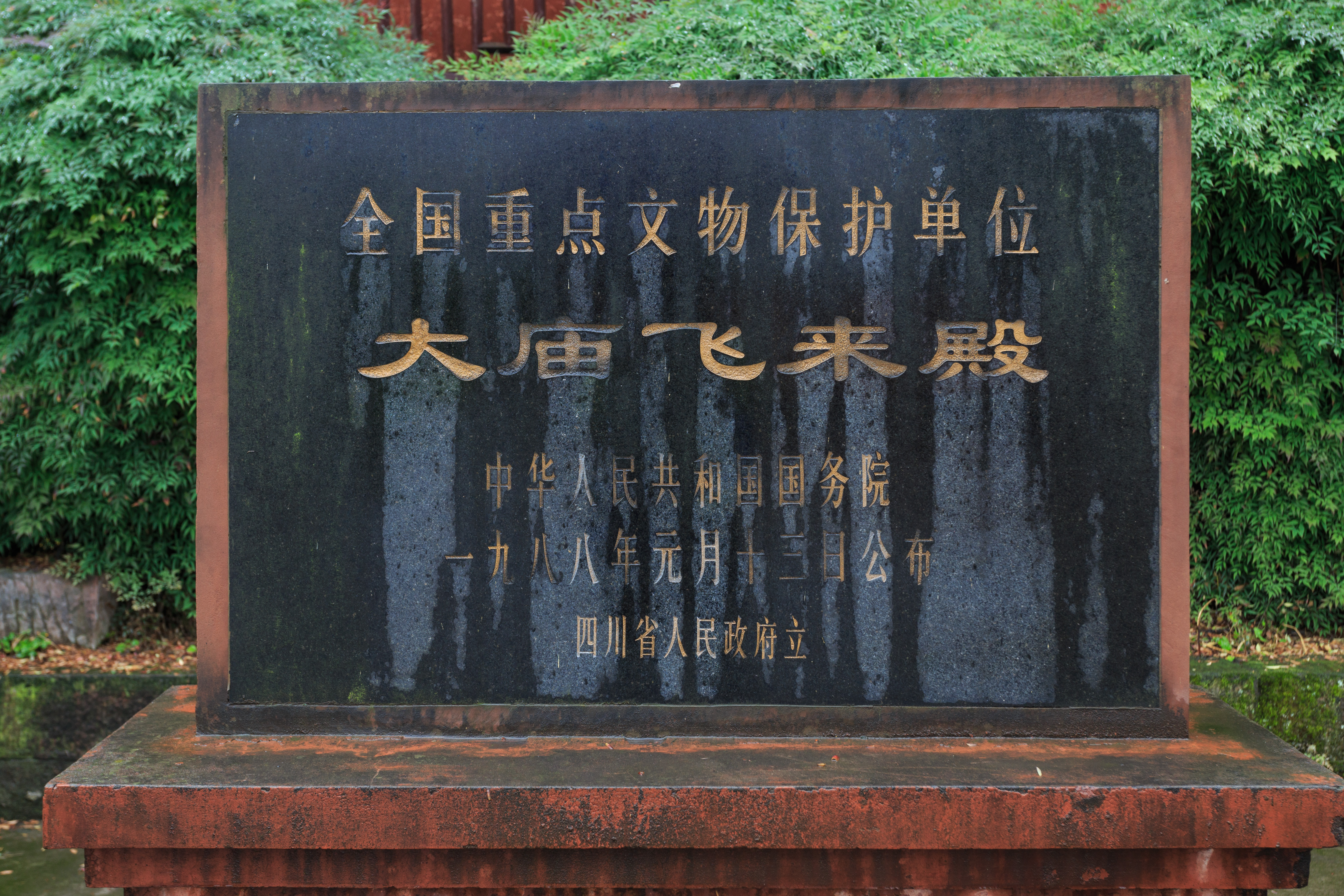
国保碑

大庙飞来殿位于四川省峨眉山市城北约2千米处，是四川现存规模最大的元代木构建筑，1956年8月16日公佈為四川省第一批歷史及革命文物保護單位。1980年7月7日重新公佈為四川省第一批文物保護單位。1988年1月13日列為第三批全國重點文物保護單位。
大庙原为北宋所建的东岳庙，南宋曾改为兵营，宝祐六年（1279年）殿毁。元至元十六年（1279年）重建大殿，并建九蟒殿、香殿，大德二年（1298年）重修大殿。明万历后逐渐成为佛寺，并增建毗卢殿和观音殿。崇祯五年（1632年）重建九蟒殿。
大庙现占地2万平方米，坐西朝东，依山而建，中轴线上为山门、香殿、九蟒殿、飞来殿，毗卢殿和观音殿分列左右。飞来殿单檐歇山顶，面阔三间（18.15米），进深四间（13.5米），高19.3米。檐下共有斗栱38朵，六铺作单杪双下昂。香殿单檐歇山顶，面阔三间（12.25米），进深二间（6.25米），高8.2米。九蟒殿单檐歇山顶，面阔进深均为三间，高6.8米。